# かつて存在した航空会社の一覧
かつて存在した航空会社の一覧は、倒産や吸収合併などで消滅した航空会社の一覧。

## アジア

### アフガニスタン
- パミール航空（英語版）（PM）
- サフィ・エアウェイズ（英語版）（4Q）
- アフガン・ジェット・インターナショナル（英語版）（HN）

### アルメニア
- アルマヴィア
- エアカンパニー・アルメニア（英語版）（RM）
- アルメニアン航空（R3）
- アルメニアン・インターナショナル・エアウェイズ（英語版）（MV）
- ヴェルティア・エアラインズ（英語版）
- フライアルナ（英語版）（G6）
- アーク航空（英語版）（ZQ）
- アトランティス・ヨーロピアン・エアラインズ（英語版）（TD）
- フライ・アルメニア・エアウェイズ（英語版）（VF）

### アゼルバイジャン
- AZALジェット
- ブタ・エアウェイズ（英語版）

### バングラデシュ
- GMG航空
- ズーム・エアウェイズ
- ユナイテッド・エアウェイズ
- リージェント航空（英語版）
- ロイヤル・ベンガル・エアライン（英語版）

### カンボジア
- アンコール航空
- シェムリアップ・エアウェイズ
- トンレサップ航空
- JCインターナショナル航空
- PMT航空
- プレジデント航空
- ロイヤル・クメール航空
- ロイヤル・プノンペン航空
- カンボジア航空
- カンボジア・バイヨン航空（BD）
- バッサカ・エア（英語版）（5B）
- ランメイ・エアラインズ（英語版）（LQ）
- KCインターナショナル・エアラインズ（3Q）

### インド
- GoAir
- エア・コスタ
- エア・デカン
- エアアジア・インディア
- キングフィッシャー航空
- ジェットエアウェイズ
  - ジェットライト
- イーストウエスト航空（英語版）
- ツルージェット（英語版）（2T）
- エア・カーニバル（英語版）（2S）
- ズーム・エア（英語版）（ZO）

### インドネシア
- アダム航空
- エアーパラダイス国際航空
- オランダ領インド航空
- カルティカ航空
- タイガーエア・マンダラ
- バタビア航空
- メルパチ・ヌサンタラ航空
- インドネシア・エアアジア X
- センパティ航空（英語版）（SG）
- エクスプレス・エア（英語版）（XN）
- アビアスター（英語版）（MV）
- リパブリック・エクスプレス航空（英語版）（RH）
- エアマーク・インドネシア（英語版）（AI）

### イラン
- アーリヤー航空
- エラム航空
- セパハン航空
- ファーズ・エア・ケシム（英語版）
- タフタン・エアラインズ（英語版）

### ヨルダン
- ロイヤル・ウイングス航空（英語版）（RJ）
- ロイヤル・ファルコン航空（英語版）
- ペトラ航空（英語版）（9P）

### カザフスタン
- エア・カザフスタン
- ベック・エア
- トランスアジア（英語版）

### キルギス
- キルギスタン航空
- イテク・エア
- インタル・エア（オランダ語版）
- エア・マナス（英語版）（ZM）

### ラオス
- ラオ・セントラル航空

### イギリス委任統治領パレスチナ
- アヴィロン・パレスチナ・アビエーション
- パレスチナ・エアウェイズ

### モルディブ
- メガ・モルディブ航空

### ミャンマー
- アジアン・ウィングス・エアウェイズ
- ゴールデン・ミャンマー航空
- バガン航空
- マンダレー航空

### ネパール
- BBエアウェイズ
- グナ航空
- シムリク航空

### パキスタン
- ボジャ航空
- ロイヤル航空
- エア・インダス（英語版）

### パレスチナ
- パレスチナ航空

### フィリピン
- エアアジア・ゼスト
- スピリット・オブ・マニラ航空
- ライオンエアー (フィリピン)
- エア・ジュアン（英語版）（AO）
- アエロ・マジェスティック・エアウェイズ（英語版）
- フィル・アジアン・エアウエイズ（英語版）（R1）
- パン・パシフィック・エアラインズ（英語版）（8Y）
- サウス・フェニックス・エアラインズ（英語版）
- スカイジェット・エアラインズ（英語版）（M8）

### サウジアラビア
- サウディガルフ・エアラインズ（英語版）（6S）

### シンガポール
- タイガーエア
- シルクエアー

### スリランカ
- エア・セイロン
- ヘリツアーズ

### シリア
- フライダマス（英語版）（4J）

### タジキスタン
- タジキスタン航空

### タイ
- アジア・アトランティック・エアラインズ
- アジアン・エア
- エア・サイアム
- カン・エア
- クリスタル・タイ航空
- シティ・エアウェイズ
- スカイスター航空
- タイ航空
- タイ・スマイル
- ニュージェン・エアウェイズ
- ジェットアジア・エアウェイズ
- PBエア
- ビジネス・エア
- プーケット航空
- オリエント・タイ航空
  - ワン・トゥー・ゴー航空
- ノックスクート
- ノック・ミニ航空（英語版）
- タイ・サマー航空（英語版）

### トルコ
- アトラスグローバル
- キプロス・トルコ航空（英語版）（YK）
- オヌール・エア（英語版）（8Q）
- サガ航空（英語版）（2J）
- イズ・エア（英語版）（4I）

### ウズベキスタン
- アヴィアリーシング
- サマルカンド航空
- ヒューモエアー（英語版）（HJ）

### ベトナム
- エア・ベトナム
- メコン航空

### 韓国
- 大韓国民航空社
- コスター航空
- 嶺南エア
- フライ江原
- エア・フィリップ
- コリアエクスプレスエア
- ハイエア
- エアポハン（英語版）

### 台湾
- 民航空運公司
- 中華航空（のちのチャイナエアラインとは別組織）
- 恵通航空
- 国華航空（英語版）
- 瑞聯航空（英語版）
- トランスアジア航空（復興航空）
  - Vエア
- ファーイースタン航空（遠東航空）

### 中国
- 中国民航 行政組織としては存続している
- 中国西北航空
- 中国西南航空
- 中国北方航空
- 中国雲南航空
- 中国新疆航空
- 中原航空
- 長城航空
- 福建航空
- 山西航空
- 東星航空
- 武漢航空
- 鯤鵬航空
- 上海国際貨運航空
- 翡翠国際貨運航空
- 友和道通航空
- 一二三航空

### 日本
日本航空系列
- 日本アジア航空
- JALウェイズ
- JALエクスプレス
- 日本ユニバーサル航空
- 西瀬戸エアリンク
- シティ・エアリンク
- 日本飛行船事業
- ギャラクシーエアラインズ
- 日本エアシステム（←東亜国内航空）
  - ハーレクィンエア
  - 東亜航空
  - 日本国内航空
    - 日東航空
    - 北日本航空
    - 富士航空

全日空系列
- 藤田航空
- エアーニッポン
  - エアーニッポンネットワーク
  - エアーネクスト
  - エアー北海道
  - 横浜航空
- エアーセントラル
- ANA&JPエクスプレス
- バニラエア
- エアアジア・ジャパン（旧社・バニラエアの前身）

- 大日本航空
- 日本航空輸送
- 日本航空輸送研究所
- 東京航空輸送社
- 東西定期航空会
- オレンジカーゴ
- エアードルフィン
- 阪急航空
- 旭伸航空
- カワサキヘリコプタシステム
- エアトランセ
- せとうちSEAPLANES
- 日本内外航空
- 壱岐国際航空
- レキオス航空
- ジャパンパシフィックエアラインズ

### 香港
- 香港航空(Hong Kong Airways)1947年～1959年。尚、2006年以降運航している香港航空(HONGKONG AIRLINES)は全くの別会社である。
- オアシス香港航空
- キャセイドラゴン航空

### マカオ
- ビバ・マカオ

### 満州国
- 満州航空
- 国際航空

## アフリカ

### アルジェリア
- カリファ航空（英語版）

### アンゴラ
- エア26（英語版）
- ソンエアー（英語版）

### カーボベルデ
- ベストフライ・カーボベルデ（英語版）（3R）

### カメルーン
- カーゴ・エアウェイズ・インターナショナル

### チャド
- トウマイ・エア・チャド
- チャディア・エアラインズ（英語版）

### コモロ
- エール・コモロ・インターナショナル（GG）
- インテーリール（英語版）（I7）

### コンゴ民主共和国
- ヘワ・ボラ航空
- コロンゴ航空（英語版）

### コートジボワール
- エール・イボワール

### エジプト
- フラッシュ航空
- エジプト航空エクスプレス
- エアシナイ
- カイロ・アビエーション（英語版）
- ロータス・エア（英語版）（LU）
- エア・レジャー（英語版）（AL）

### エリトリア
- エリトリア航空
- ナスエアー（英語版）（UE）

### 赤道ギニア
- エア・アンノボン
- エクアート・ギニアーナ
- ギニア・エクアトリアル・エアラインズ
- プント・アズール

### ガボン
- ガボン航空
- エア・マックス・アフリカ
- エール・ガボン・インターナショナル

### ガンビア
- アフリナット国際航空
- ガンビア・バード

### ガーナ
- ガーナ航空
- ガーナ国際航空
- アントラック・エア
- イーグル・アトランティック航空

### ギニア
- エール・ギネ

### ケニア
- フラミンゴ航空
- フライ540（英語版）（5H)
- ジェットリンク・エクスプレス（英語版）

### マラウイ
- エア・マラウイ

### マリ
- エア・マリ（英語版）

### モーリタニア
- エール・モーリタニー

### モロッコ
- アトラス・ブルー
- Jet4you

### ナミビア
- ナミビア航空

### ナイジェリア
- エア・ナイジェリア
- IRS航空
- ベルビュー航空
- メッド・ビュー航空
- ファースト・ネーション航空
- アフリジェット・エアラインズ（英語版）
- ADC航空（英語版）
- アルバルカ航空（英語版）
- アル・ダウード・エア（英語版）
- キャピタル・エアラインズ（英語版）
- チャンチャンギ航空（英語版）
- クローム・エア・サービス（英語版）
- アズマン・エア（英語版）
- ダサブ・エアラインズ（英語版）
- アース・エアラインズ（英語版）
- EASエアラインズ（英語版）
- フリーダム・エア・サービス（英語版）
- フレッシュ・エア（英語版）
- カボ・エア（英語版）
- ニコン・エアウェイズ（英語版）
- ナイジェリア・エアウェイズ（英語版）
- スカイパワー・エクスプレス・エアウェイズ（英語版）
- オカダ・エア（英語版）
- スロク・エア・インターナショナル（英語版）
- ソソリソ・エアラインズ（英語版）
- TATナイジェリア（英語版）

### サントメ・プリンシペ
- アフリカズ・コネクションSTP

### セネガル
- セネガル航空
- セネガル国際航空

### シエラレオネ
- パラマウント航空（英語版）
- シエラ・ナショナル航空（英語版）

### 南アフリカ
- 1タイム
- コムエアー (南アフリカ)
- インターエア・サウスアフリカ
- マンゴー航空（英語版）
- ネーションワイド航空（英語版）
- サウスアフリカンエクスプレス航空（英語版）

### 南スーダン
- フィーダー航空
- ゴールデン・ウィングス・アビエーション（英語版）

### スーダン
- アッザ・トランスポート

### トーゴ
- エア・トーゴ（英語版）

### チュニジア
- カルタゴ航空（英語版）

### ザンビア
- ザンビア航空

### 西アフリカ諸国共同
- エール・アフリック

## 北アメリカ

### アメリカ合衆国
- アロハ航空
- アリゾナ航空（英語版）
- イースタン航空
- ヴァージン・アメリカ
- ウエスタン航空
- ウエスタン・パシフィック航空
- エア・アメリカ
- エア・カリフォルニア（英語版）
- エア・サウス（英語版）
- エアトラン航空
  - バリュージェット航空
- エア・ナイアガラ（英語版）
- エア・ニューイングランド（英語版）
- エア・ハワイ（英語版）
- オーバーシーズ・ナショナル・エアウェイズ
- コンチネンタル航空
  - ニューヨーク・エア
- ピープル・エクスプレス
  - コンチネンタル・ミクロネシア
  - コンチネンタル・エクスプレス
- スカイバス航空
- ソング
- トランス・インターナショナル航空（英語版）
  - サターン航空（英語版）
    - ユニバーサル航空（英語版）
- トランス・ワールド航空
- ノースウエスト航空
  - ノースウエスト・エアーリンク
  - リパブリック航空
    - ヒューズ・エア・ウエスト
    - ノース・セントラル航空（英語版）
    - サザン航空（英語版）
- パンアメリカン航空
  - ナショナル航空
- フーターズ・エア
- フライング・タイガー・ライン
- ブラニフ航空
- ATA航空
- USエアウェイズ
  - アメリカウエスト航空
  - トランプ・シャトル
  - パシフィック・サウスウエスト航空
  - ピードモント航空
  - アレゲニー航空
- アメリカン・フライヤーズ航空
- eos航空
- エア・アトランタ
- マックスジェット

### カナダ
- オンタリオ航空
- エア・カナダタンゴ
- エア・ダーソン
- エア・ノヴァ
- エア・BC
- カナダウエスト航空
- カナディアン航空
- キャンジェット航空
- カナダ3000（英語版）

### メキシコ
- メキシカーナ航空
- インテルジェット
- マヤ・エア

## 南アメリカ

### アルゼンチン
- SOL航空 (アルゼンチン)
- アウストラル航空
- LATAM アルヘンティナ

### ボリビア
- LAB航空
- アエロスール航空
- ラミア航空
- TAM (ボリビア)

### エクアドル
- エクアトリアナ航空
- TAME航空
- イカロ・エア（英語版）

### コロンビア
- ウエスト・カリビアン航空
- ビバエア・コロンビア

### ブラジル
- BRA航空
- VASP航空
- クルゼイロ航空
- ヴァリグ・ブラジル航空
  - ヴァリグ・ログ航空（LC）
- トランス・ブラジル航空
- アビアンカ・ブラジル航空
- パンタナール航空（英語版）（P8）

### ペルー
- アエロペルー
- TANS ペルー
- LCペルー
- ペルビアン航空
- ビバエア・ペルー

### ウルグアイ
- TAMU
- プルナ航空（英語版）（PU）

### ベネズエラ
- ラミア航空
- VIASA
- アセルカ航空（英語版）

## オセアニア

### オーストラリア
- アンセット・オーストラリア航空
- オーストラリア航空
- オーストラリア・アジア航空
- タイガーエア・オーストラリア
- ボンザ（英語版）（AB）

### ニュージーランド
- パシフィック・ブルー
- マウントクック航空

### フィジー
- フィジー航空

### バヌアツ
- バヌアツ航空（NF）

### パラオ
- ベラウ・エア
- パシフィックフライヤー
- パラオ航空
- パラオ・パシフィック航空

## ヨーロッパ

### アイスランド
- アイスジェット
- アイスバード航空
- アイスランディック航空
- アイスランド航空（1919年-1920年）
- アイスランド航空（1928年-1931年）
- イーグル・エア（Arnarflug, 1976年-1990年）
- エア・バイキング
- アイスランド・エクスプレス
- WOWエア
- ブルーバード・カーゴ（BF）

### アルバニア
- アルバニア航空
- ベッレ・エアー
- アルバウィングス（2B）

### イギリス
- アストライオス航空
- エア・アトランタ・ヨーロッパ（英語版）
- エア・ヨーロッパ（英語版）
- エア・ウェールズ（英語版）
- エア・シレット（英語版）
- キャピタル航空（英語版）
- 英国海外航空 (BOAC)
- 英連邦太平洋航空
- シルバージェット
- 英国欧州航空 (BEA)
- ブリティッシュ・カレドニアン航空
- ブリタニア・エアウェイズ（英語版）
- ダン・エアー（英語版）
- マースク・エア・UK（英語版）
- スコット・エアウェイズ（英語版）
- トーマス・クック航空
- モナーク航空
- A2Bエアウェイズ（英語版）
- AB航空（英語版）
- bmi
- Flybe
- GBエアウェイズ

### イタリア
- アリタリア
  - アリタリア・エクスプレス
  - アリタリア・シティライナー
- カーゴイタリア
- イタビア航空
- ブルーパノラマ航空
- ウィンドジェット
- ヴォラーレ・エアラインズ
- ルフトハンザ・イタリア
- エア・イタリー（初代）
- エア・イタリー（2代目）

### ウクライナ
- アエロスヴィート航空
- ウクライナ航空
- ウクライナ地中海航空
- ドニプロアヴィア
- ドンバスアエロ
- リヴィウ航空
- ポジーリャ・アヴィア

### エストニア
- エストニアン・エア
  - エストニアン・エア・リージョナル
- アビエス・エア（英語版）（3L）

### オーストリア
- チロリアン航空
- ラウダ航空
- ニキ航空
- インタースカイ（英語版）

### キプロス
- キプロス航空
- ヘリオス航空
- ユーロキプリア航空

### スイス
- スイス航空
- スイスグローバルエアラインズ
- ダーウィン・エアライン
- クロスエア
- ベル・エア（英語版）（4T）
- ハロー航空（英語版）（HW）

### スウェーデン
- ABエアロトランスポート（英語版）
- SASスノーフレーク（英語版）
- トランスエア・スウェーデン
- スカンエア
- スカイウェイズ航空（英語版）（JZ）
- シティー航空（英語版）（CF）
- ノブ・エア（英語版）（N9）
- バイキング航空（英語版）（4P）

### スペイン
- スパンタックス
- サイカス・エア
- Flyant
- プロン・エア
- スパンエアー
- クリックエアー
- エアコメット
- イベルワールド

### スロベニア
- アドリア航空

### スロバキア
- スロバキア航空
- スカイヨーロッパ航空
- エア・スロバキア（スロバキア航空とは別会社）
- シーグル・エアー
- ダニューブ・ウイングス

### デンマーク
- シンバー・スターリング（英語版）
- トーマスクック航空スカンジナビア（英語版）（DK)
- トランサヴィア・デンマーク（英語版）（PH）
- スターリング航空
- フェロージェット

### ドイツ
- インターフルーク
- エア・ベルリン
- エアロフライト（英語版）
- ツィルス航空（英語版）
- コンタクト・エア（英語版）
- ジャーマン・ウィングス
- DELAG
- DBA（英語版）
- XL航空 (ドイツ)
- ゲルマニア

### ハンガリー
- マレーヴ・ハンガリー航空

### フィンランド
- エア・フィンランド（英語版）
- フライング・フィン航空（英語版）
- ブルーワン
- ノルディック・グローバル航空
- トゥルク・エア

### フランス
- アエロポスタル
- エール・アンテール
- エール・メディテラネ
- エール・オリエント（英語版）
- エール・ホリゾン（英語版）
- エール・リトラル（英語版）
- アクシス航空（英語版）（6V）
- エグゼール（UD）
- ブルーライン（4Y）
- オープンスカイズ（AO）
- エアロライナー
- エーグル・アズール
- フライウエスト（英語版）
- ユーラルエール（英語版）
- ユーロジェット航空（英語版）
- AOMフランス航空
- Joon
- UTA
- XL航空 (フランス)

### ベルギー
- コンステレーション航空（英語版）
- シティバード（英語版）
- サベナ・ベルギー航空
- SNブリュッセル航空
- ヴァージン・エキスプレス
- VLMエアラインズ

### ベラルーシ
- ゴメラヴィア（YD）

### ポーランド
- エア・イタリー・ポーランド
- セントラルウィングス
- ユーロLOT

### ボスニア・ヘルツェゴヴィナ
- B&H航空

### ポルトガル
- ポルトガリア航空（NI）
- エア・ルクソール（英語版）
- PGAエクスプレス航空（英語版）

### モンテネグロ
- モンテネグロ航空

### リトアニア
- リトアニア航空
- スモール・プラネット航空（英語版）

### ロシア
- VIM航空
- アエロフロート・カーゴ
- アク・バルス・アエロ
- ウラジオストク航空
- オレンエア
- コガリムアビア
- サハリン航空
- サラトフ航空
- タタールスタン航空
- ダリアビア航空
- トランスアエロ航空
- ドンアヴィア
- バシキール航空
- メトロジェット
- ドブロリョート
- ヤク・サービス
- アビアスト・エア（英語版）（6I）
- グローバス航空（英語版）（GH）
- ロイヤル・フライト（英語版）（RL）